# Дудка Сергій Михайлович
Сергій Михайлович Дудка (нар. 26 лютого 1956. Кременчук, Полтавська область, УРСР — пом. 17 січня 2018, Київ) — український кінорежисер. Член Національної спілки кінематографістів України. 

## Життєпис
Народився 26 лютого 1956 р. у м. Кременчук Полтавської обл. Закінчив Київський державний інститут театрального мистецтва ім. І. Карпенка-Карого (1981). 
Працював на студії «Укртелефільм». 
З 2003 року на ДТРК «Культура». Створив більше 250-ти фільмів, телепередач, концертних програм, рекламних роликів. 
Висувався на здобуття Національної премії України імені Тараса Шевченка (документальний фільм «Час темряви» 2003).
Помер 17 січня 2018 року у Києві.

## Фільмографія
Створив теле- і відеофільми:
- «Паромниці» (1989),
- «Від Гімалаїв — Україні»,
- «Птах українського вертепу»,
- «За мотивами Миколи Реріха»,
- «Благословенні кольори» (1990),
- «Усім нам смерть судилася зарання» (1991),
- «Людське щастя» (1992),
- «Крила України» (1996),
- «Тут сонце, тут світло» (1996, ав. сц.)
- «Роксолана» (1997, концертна програма),
- «Лесь Сердюк» (1999),
- «Згадуючи Сергія Параджанова»[2]
- «Час темряви» (2003)[3],
- «Творці крилатих машин»[4],
- «Хем Салганік. Не хочу забувати» Диплом I ступеня у номінації «Родина.Честь. Совість. Обов'язок» фестивалю «Перемогли разом»[5]
- «Українські забавлянки» (2011)[6], Диплом I ступеня у номінації найкращий актор та режисер фестивалю «Золоте курча»[5],
- «Філософія боротьби Євгена Пронюка» (2013).

а також стрічки:
- «Зоряний шлях Ярослава Яцкова»,
- «Ігор Гук — людина Європи»,
- «Кейптаун — місто на пагорбі»,
- «Лесь Сердюк» (авт., сцен.),
- «Місто Колумба» (авт., сцен.),
- «Остенде: Місто костьолів, вітряків і велосипедів»,
- «Місяцева зозулька» (1993, ігровий х/фільм; режисер та сценарист),
- «Спогади про Відень» (1999) та ін.